# Matrieel 1954
Materieel '54 var en serie motorvagnar tillverkade av bland annat Werkspoor och Beijnes. Serien består av vangtyperna EID-2, EID-4 och Hondekop Benelux

## EID-2 och EID-4
Tågen var tänkta att användas i snabbtågstjänst, men på grund av en relativt hög vikt per säte blev medelhastigheten lägre än förväntat. Trots vikten hade tåget bra acceleration och bekväma gångegenskaper. Hondekoptrein är det per sittplats tyngsta motorvagnståget som någonsin har tjänstgjort i Europa.

### EID-2
Åren 1956–1962 beställde Nederlandse Spoorwegen totalt 73 fyrvagnsenheter och 68 tvåvagnsenheter från Allan (Rotterdam), Beijens (Haarlem) och Werkspoor (Zuilen, Utrecht). 

### EID-4
EID-4 är ett fyrvagnståg som tillverkades av Werkspoor i Utrecht och Beijnes i Haarlem.